# Heterochemmis mirabilis
Heterochemmis mirabilis är en spindelart som först beskrevs av O. Pickard-Cambridge 1896.  Heterochemmis mirabilis ingår i släktet Heterochemmis och familjen månspindlar. Inga underarter finns listade i Catalogue of Life.